# David E. Kelley
David Edward Kelley (Waterville, 4 april 1956) is een Amerikaans schrijver en producer, bekend als bedenker van onder andere Picket Fences (1992-1996), Chicago Hope (1994-2000), The Practice (1997-2004), Ally McBeal (1997-2002), Boston Public (2000-2004), Boston Legal (2004-2008), Harry's Law (2011-2012), Big Little Lies (2017) en The Undoing (2020).
Hij is sinds 1993 getrouwd met actrice Michelle Pfeiffer. Ze hebben samen twee kinderen: een geadopteerde dochter en een zoon.

## Emmy Awards
Hij heeft tot 2017 voor de volgende producties een Emmy Award ontvangen:
- L.A. Law (1989, 1990 (2x) en 1991 (2x))
- Picket Fences (1993 en 1994)
- The Practice (1998 en 1999)
- Ally McBeal (1999)
- Big Little Lies (2017)

- Bibliothèque nationale de France: cb140516119 (data)
- Gemeinsame Normdatei: 123386020
- International Standard Name Identifier: 0000 0001 1512 1196
- Library of Congress Control Number: no2002085482
- Nationale Bibliotheek van Letland: 000344600
- Nationale Bibliotheek van Tsjechië: xx0230216
- Nationale Bibliotheek van Israël: 987007426246405171
- Nederlandse Thesaurus van Auteursnamen: 307894320
- SNAC: w6nw1360
- Système universitaire de documentation: 204798892
- Virtual International Authority File: 119464846
- WorldCat: E39PBJxMpWvFPGGPqG4CWhdJDq